# Narathura philander
Narathura philander är en fjärilsart som beskrevs av Felder 1865. Narathura philander ingår i släktet Narathura och familjen juvelvingar. Inga underarter finns listade i Catalogue of Life.